# Three Months, Three Weeks and Two Days
Albums de Bill Pritchard
Parce que
(1988) Jolie
(1991)
Singles
Three Months, Three Weeks and Two Days est le 4e album studio de Bill Pritchard sorti en 1989.
Dédicace de Bill Pritchard : « To all corduroy sweethearts who suffer in silence. » (À tous les amoureux au cœur tendre qui souffrent en silence).

## Titres
Toutes les chansons sont écrites et composées par Bill Pritchard.
| Producteur : Étienne Daho. | Producteur : Étienne Daho.                                                             | Producteur : Étienne Daho. | Producteur : Étienne Daho. | Producteur : Étienne Daho. | Producteur : Étienne Daho. | Producteur : Étienne Daho. | Producteur : Étienne Daho. | Producteur : Étienne Daho. | Producteur : Étienne Daho. |
| No                         | Titre                                                                                  | Durée                      |                            |                            |                            |                            |                            |                            |                            |
| -------------------------- | -------------------------------------------------------------------------------------- | -------------------------- | -------------------------- | -------------------------- | -------------------------- | -------------------------- | -------------------------- | -------------------------- | -------------------------- |
| 1.                         | Tommy and Co                                                                           | 3:08                       |                            |                            |                            |                            |                            |                            |                            |
| 2.                         | Invisible State (reprise de la chanson éditée en 1986 sur la compilation Future Tense) | 3:11                       |                            |                            |                            |                            |                            |                            |                            |
| 3.                         | Sometimes                                                                              | 3:03                       |                            |                            |                            |                            |                            |                            |                            |
| 4.                         | Pillow Talk                                                                            | 2:16                       |                            |                            |                            |                            |                            |                            |                            |
| 5.                         | Cosy Evenings                                                                          | 1:52                       |                            |                            |                            |                            |                            |                            |                            |
| 6.                         | We Were Lovers (reprise de la chanson éditée en 1988 sur l'album Parce que)            | 2:50                       |                            |                            |                            |                            |                            |                            |                            |
| 7.                         | Romance sans paroles                                                                   | 3:15                       |                            |                            |                            |                            |                            |                            |                            |
| 8.                         | Je n’aime que toi                                                                      | 2:46                       |                            |                            |                            |                            |                            |                            |                            |
| 9.                         | Nineteen                                                                               | 3:09                       |                            |                            |                            |                            |                            |                            |                            |
| 10.                        | Kenneth Baker                                                                          | 5:02                       |                            |                            |                            |                            |                            |                            |                            |
| 11.                        | Better to Be Bitter                                                                    | 2:20                       |                            |                            |                            |                            |                            |                            |                            |
| 32:49                      |                                                                                        |                            |                            |                            |                            |                            |                            |                            |                            |

## Production
- Piano : Bill Pritchard
- Guitares : Xavier « Tox » Geronimi, Bill Pritchard
- Guitare basse : Alain Goutier
- Claviers : Jean-Louis Piérot, Bill Pritchard
- Batterie : Yves Baibay
- Percussions : Xavier « Tox » Geronimi
- Overdubs : Jean-Louis Pierot
- Chœurs : Bill Pritchard
  - Avec Françoise Hardy pour Tommy and Co
  - Avec Mercedes Audras pour Sometimes et Je n’aime que toi
  - Avec Benjamin Rogan pour Kenneth Baker
- Producteur : Étienne Daho
- Mixage : Étienne Daho et JPB, avec l’assistance de Bruno Fourrier au studio Marcadet (Paris) sauf Romance sans paroles et Better To Be Bitter mixés avec l’assistance de Philippe « Zdar » Cerboneschi au studio Plus Trente (Paris)
- Ingénieurs du son :
  - Christian Ramon à l’IPC Studio (Bruxelles)
  - Luc Tijtgat au studio Pyramide (Bruxelles)
- Les Éditions Confidentielles (Bruxelles)
- Design pochette : Joël Van Audenhaege
- Photos : Danny Willems
- Format : 1 CD AAD (Analog-Analog-Digital)
- Label : Midnight Music (CHIME 00.49 CD)
- Genre : indie pop
- Durée : 32:49
- Date de sortie : 1er trimestre 1989

## Petit historique de l'album par Bill Pritchard et les médias
- De l’album et de son titre Three Months, Three Weeks and Two Days (Trois mois, trois semaines et deux jours), Aurélien Ferenczi écrit dans L’Express[Note 1] : « Allusion au temps nécessaire pour réaliser le disque, mais aussi à la durée d’une liaison… Guitare et voix en avant, Bill Pritchard se fait le héraut d’une pop (anglophone) finement ouvragée, dentelles, toffees et afternoon tea. »
- Étienne Daho, producteur — Bill Pritchard : « Étienne est un gars très honnête et très simple, la simplicité peut être belle, c’est ce que j’aime chez Étienne. […] C’est drôle de savoir que l’une de vos plus grandes pop stars possède une très bonne connaissance de toute la musique indépendante anglaise. Je ne l’avais jamais entendu. Je croyais que c’était une équipe de football, St-Étienne (rires)… Je savais juste qu’un type voulait me parler, qu’il aimait Françoise Hardy… Voilà pourquoi j’ai accepté ! (rires)… Je l’aime beaucoup comme producteur. […] Il possède une très bonne oreille pour la musique. »
- Tommy and Co :
  - Dédicace de Bill Pritchard : « FOR KATE — WHEREVER YOU ARE » (Pour Kate — Où que tu sois)
  - Françoise Hardy fait les chœurs — Bill Pritchard : « Grâce à Étienne, elle a écouté la maquette et, malgré un emploi du temps chargé, Françoise est venue chanter avec moi. »
- Invisible State : « C’est une chanson évoquant ma peur de la société de masse qui renforce, en fait, la solitude des gens » (reprise après sa création en 1986 par l'auteur-compositeur-interprète)[1].
- Romance sans paroles : « Outre la beauté de l’expression, c’est un superbe recueil de poèmes de Verlaine. J’aime tout particulièrement ses vers sur Bruxelles, une ville où j’ai vécu et que j’adore comme Paris. »
- We Were Lovers : reprise d'une chanson de son album-concept Parce que enregistré avec Daniel Darc et paru en 1988.
- Je n’aime que toi[2] « fait directement référence à quelque chose qui m’est arrivé. […] J’ai été marié pendant cinq semaines, il y a un an et demi ou deux ans, mais nous n’avons pas pu l’assumer. […] Être réellement attachés l’un à l’autre à une époque où je ne le souhaitais pas du tout, c’était très pénible. […] Ça semble souvent facile de rire après coup de choses qui furent très pénibles sur le moment, mais il le faut, c’est ainsi qu’on survit[Note 2]. »
- Nineteen (chanson inspirée par le téléfilm américain diffusé en 1982, Un piano pour Madame Cimino avec Bette Davis) :
  - Chanson dédiée aux vieilles dames dont la mémoire commence à flancher. L’inexorable marche du temps fait douloureusement ressurgir les images d’autrefois dans les moments de lucidité :

| And the pain in her head When she realized Wasn’t she pretty when she was nineteen. | Et la douleur dans sa tête Quand elle réalisait Comme elle était jolie à dix-neuf ans. |

En même temps, maladie d’Alzheimer ou mémoire s’effilochant agirait, selon Bill Pritchard, comme une sorte de baume protégeant l’être humain au crépuscule de sa vie. Cette perte d’acuité, évitant de mesurer sa décrépitude, lui épargnerait des souffrances et le maintiendrait digne grâce à des automatismes :
| Current cake and Woman’s Realm Take her back some Senility is such a glorious way to go. | Son gâteau aux groseilles et son univers de femme La conservent encore La sénilité est l'ultime glorieux chemin à gravir |

- Kenneth Baker[Note 4] (une charge contre le Gouvernement Thatcher, mais aussi contre tous les extrémistes. Sont notamment cités : George H. W. Bush, Ronald Reagan, Jean-Marie Le Pen…)[2] :
  - « Des types comme Kenneth Baker font des déclarations telles que « il faut montrer les convenances aux gens ». C’est tellement victorien, et très effrayant, car ça s’intensifie. »
  - « En ce moment, le Gouvernement de Thatcher se fourvoie dans le régime de Pol Pot, alors que c’est le régime le plus écœurant que la Terre ait porté ! (dégoût). Simplement parce qu’il existe là-bas des perspectives commerciales, elle voulait renouer avec eux… Quelle bonne femme dégueulasse, vraiment dégueulasse. »
- Better To Be Bitter : « Dedicated to Véronique Sanson’s piano » (dédié au piano de Véronique Sanson)

## Réédition augmentée 2019
« 3 Months, 3 Weeks & 2 Days était un album que j'avais prévu d'enregistrer depuis très longtemps, quelque chose reflétant les obsessions de mes vingt ans et des poussières : amour, lieu, potentiel, politique, passion et yeh yeh pop. Des choses normales...
Le dernier ingrédient de cet album est arrivé quand un certain français m'a appelé et m'a demandé si je serais intéressé par sa production, du moins je pense que c'est comme cela que ça s'est passé. Un certain Étienne Daho. Étienne a réalisé et interprété mieux que moi, car comme tous les grands interprètes il a su créer le paysage musical que je voulais mais que je ne pouvais pas saisir. Lui pouvait et l'a fait !
En réécoutant 3 Months, 3 Weeks & 2 Days... après 30 ans, je réalise maintenant à quel point il a apporté charme et sensibilité musicale à cet album.
Un souvenir notable : Françoise Hardy a enregistré la voix de Tommy and Co avec tant de soin et d'humilité. C'est agréable pour moi de revivre les souvenirs de cette époque à travers cet album, un audio-journal d'un homme de 20 ans. »

— Bill Pritchard, 28 mai 2019, Newcastle-under-Lyme.

« Je ne sais plus si c'est sa maison de disque, ou lui, ou moi qui avons initié cette idée que je produise son album, mais les choses se sont enchaînées très vite. Nous nous sommes retrouvés aux studios Marcadet, Plus Trente et ICP pour un enregistrement express. Bill jouant la plupart des guitares et des pianos, épaulé par mes musiciens Xavier Géronimi à la guitare et Jean-Louis Piérot aux claviers. Je redoutais de dénaturer la pureté de ses démos, mais Bill était confiant et me laissait arranger ses chansons à ma guise. Je demandais à Françoise Hardy de venir faire les cœurs sur Tommy & Co et le photographe Youri Lenquette a immortalisé ce moment de magie pure. Nous avions également chanté en duo sur le magnifique Sometimes pour une version destinée à une compilation pour Les Inrocks et j'avais chanté sur ma chanson préférée de l'album Better to be Bitter.
Si le son, très fin des années 80, en fait à la fois le charme et le bémol, je suis heureux et fier d'avoir contribué à cet album romantique et politique et encore sous le charme de la voix et des chansons magnifiques de Bill. »

— Étienne Daho.

### Les 30 ans de l'album
Pour fêter l'anniversaire des 30 ans de l'album, le label PIAS l'a réédité (formats CD et vinyle) le 25 octobre 2019, remastérisé et augmenté de 9 sessions inédites :

## Titres
Paroles et musique de Bill Pritchard sauf mention contraire.
| Note de Bill Pritchard dans la réédition à propos des sessions Animal House Studio : « Voici quelques-unes des démos enregistrées à Animal House quelque part dans Londres, et que nous pensions avoir perdues. Il est intéressant de voir comment certaines paroles ont été modifiées sur l'album final. Nous avons également inclus la chanson Venez voir que j'avais complètement oubliée et qui n'a jamais été publiée. Le dernier titre Seras-tu encore là ? a évidemment été réenregistré dans le cadre de The Animal Housse Sessions (à l'origine c'était une chanson de l'album Parce que) afin de l'inclure dans la version définitive, mais l'idée a visiblement été abandonnée. » | Note de Bill Pritchard dans la réédition à propos des sessions Animal House Studio : « Voici quelques-unes des démos enregistrées à Animal House quelque part dans Londres, et que nous pensions avoir perdues. Il est intéressant de voir comment certaines paroles ont été modifiées sur l'album final. Nous avons également inclus la chanson Venez voir que j'avais complètement oubliée et qui n'a jamais été publiée. Le dernier titre Seras-tu encore là ? a évidemment été réenregistré dans le cadre de The Animal Housse Sessions (à l'origine c'était une chanson de l'album Parce que) afin de l'inclure dans la version définitive, mais l'idée a visiblement été abandonnée. » | Note de Bill Pritchard dans la réédition à propos des sessions Animal House Studio : « Voici quelques-unes des démos enregistrées à Animal House quelque part dans Londres, et que nous pensions avoir perdues. Il est intéressant de voir comment certaines paroles ont été modifiées sur l'album final. Nous avons également inclus la chanson Venez voir que j'avais complètement oubliée et qui n'a jamais été publiée. Le dernier titre Seras-tu encore là ? a évidemment été réenregistré dans le cadre de The Animal Housse Sessions (à l'origine c'était une chanson de l'album Parce que) afin de l'inclure dans la version définitive, mais l'idée a visiblement été abandonnée. » | Note de Bill Pritchard dans la réédition à propos des sessions Animal House Studio : « Voici quelques-unes des démos enregistrées à Animal House quelque part dans Londres, et que nous pensions avoir perdues. Il est intéressant de voir comment certaines paroles ont été modifiées sur l'album final. Nous avons également inclus la chanson Venez voir que j'avais complètement oubliée et qui n'a jamais été publiée. Le dernier titre Seras-tu encore là ? a évidemment été réenregistré dans le cadre de The Animal Housse Sessions (à l'origine c'était une chanson de l'album Parce que) afin de l'inclure dans la version définitive, mais l'idée a visiblement été abandonnée. » | Note de Bill Pritchard dans la réédition à propos des sessions Animal House Studio : « Voici quelques-unes des démos enregistrées à Animal House quelque part dans Londres, et que nous pensions avoir perdues. Il est intéressant de voir comment certaines paroles ont été modifiées sur l'album final. Nous avons également inclus la chanson Venez voir que j'avais complètement oubliée et qui n'a jamais été publiée. Le dernier titre Seras-tu encore là ? a évidemment été réenregistré dans le cadre de The Animal Housse Sessions (à l'origine c'était une chanson de l'album Parce que) afin de l'inclure dans la version définitive, mais l'idée a visiblement été abandonnée. » | Note de Bill Pritchard dans la réédition à propos des sessions Animal House Studio : « Voici quelques-unes des démos enregistrées à Animal House quelque part dans Londres, et que nous pensions avoir perdues. Il est intéressant de voir comment certaines paroles ont été modifiées sur l'album final. Nous avons également inclus la chanson Venez voir que j'avais complètement oubliée et qui n'a jamais été publiée. Le dernier titre Seras-tu encore là ? a évidemment été réenregistré dans le cadre de The Animal Housse Sessions (à l'origine c'était une chanson de l'album Parce que) afin de l'inclure dans la version définitive, mais l'idée a visiblement été abandonnée. » | Note de Bill Pritchard dans la réédition à propos des sessions Animal House Studio : « Voici quelques-unes des démos enregistrées à Animal House quelque part dans Londres, et que nous pensions avoir perdues. Il est intéressant de voir comment certaines paroles ont été modifiées sur l'album final. Nous avons également inclus la chanson Venez voir que j'avais complètement oubliée et qui n'a jamais été publiée. Le dernier titre Seras-tu encore là ? a évidemment été réenregistré dans le cadre de The Animal Housse Sessions (à l'origine c'était une chanson de l'album Parce que) afin de l'inclure dans la version définitive, mais l'idée a visiblement été abandonnée. » | Note de Bill Pritchard dans la réédition à propos des sessions Animal House Studio : « Voici quelques-unes des démos enregistrées à Animal House quelque part dans Londres, et que nous pensions avoir perdues. Il est intéressant de voir comment certaines paroles ont été modifiées sur l'album final. Nous avons également inclus la chanson Venez voir que j'avais complètement oubliée et qui n'a jamais été publiée. Le dernier titre Seras-tu encore là ? a évidemment été réenregistré dans le cadre de The Animal Housse Sessions (à l'origine c'était une chanson de l'album Parce que) afin de l'inclure dans la version définitive, mais l'idée a visiblement été abandonnée. » | Note de Bill Pritchard dans la réédition à propos des sessions Animal House Studio : « Voici quelques-unes des démos enregistrées à Animal House quelque part dans Londres, et que nous pensions avoir perdues. Il est intéressant de voir comment certaines paroles ont été modifiées sur l'album final. Nous avons également inclus la chanson Venez voir que j'avais complètement oubliée et qui n'a jamais été publiée. Le dernier titre Seras-tu encore là ? a évidemment été réenregistré dans le cadre de The Animal Housse Sessions (à l'origine c'était une chanson de l'album Parce que) afin de l'inclure dans la version définitive, mais l'idée a visiblement été abandonnée. » | Note de Bill Pritchard dans la réédition à propos des sessions Animal House Studio : « Voici quelques-unes des démos enregistrées à Animal House quelque part dans Londres, et que nous pensions avoir perdues. Il est intéressant de voir comment certaines paroles ont été modifiées sur l'album final. Nous avons également inclus la chanson Venez voir que j'avais complètement oubliée et qui n'a jamais été publiée. Le dernier titre Seras-tu encore là ? a évidemment été réenregistré dans le cadre de The Animal Housse Sessions (à l'origine c'était une chanson de l'album Parce que) afin de l'inclure dans la version définitive, mais l'idée a visiblement été abandonnée. » |
| No | Titre | Notes | Durée | | | | | | |
| --- | --- | --- | --- | --- | --- | --- | --- | --- | --- |
| 12. | Sometimes | En duo avec Étienne Daho | 3:05 | | | | | | |
| 13. | Romance sans paroles | | 2:57 | | | | | | |
| 14. | Romance sans paroles | Texte alternatif | 2:57 | | | | | | |
| 15. | We Were Lovers | Reprise de la chanson figurant sur l'album Parce que sorti en 1988 | 2:00 | | | | | | |
| 16. | La Ville (paroles et musique de Daniel Darc) | Reprise de la chanson figurant sur le CD 4 titres édité par Midnight Music en 1989 | 2:20 | | | | | | |
| 17. | Tommy and Co | | 2:56 | | | | | | |
| 18. | Nineteen | | 2:24 | | | | | | |
| 19. | Venez voir | | 2:23 | | | | | | |
| 20. | Seras-tu encore là ? (paroles de Daniel Darc et musique de Bill Pritchard) | Reprise de la chanson figurant sur l'album Parce que sorti en 1988 | 2:23 | | | | | | |
| 23:25 | | | | | | | | | |

- Producteur : Étienne Daho
- Photos :
  - Recto et verso : Danny Willems
  - Intérieures : Youri Lenquette
- Les Éditions Confidentielles (Bruxelles)
- Formats disponibles (durée totale de l'édition 2019 : 56 min 14 s) :
  - 1 CD PIAS réf. 962.PD38.020-PIASLL142CD
  - Double album vinyle PIAS réf. 962.PD38.012-PIASLL142DLP
- Date de sortie : 25 octobre 2019

## Accueil de la réédition 2019
« Il fallait bien cette réédition remastérisée et augmentée de 9 titres bonus pour rendre justice à un disque devenu un classique et une pierre angulaire de la pop européenne au fil des années. Three Months, Three Weeks and Two Days reste encore aujourd’hui d’une belle pertinence et d’une actualité prégnante tant dans sa production que dans les thèmes abordés. Prenez la charge contre Kenneth Baker, l’ancien président du parti conservateur anglais, cette crainte de la montée des extrêmes peut largement être conjuguée au présent. »

— Magic (Revue Pop Moderne), 25 octobre 2019.

« Il faut une heure pour écouter l’impeccable réédition de Three Months, Three Weeks and Two Days de Bill Pritchard. Et il faut… […] Une vie pour s’en remettre. En 1989, le label Midnight Music ne sort que des grands disques. […] Il y a évidemment Three Months, Three Weeks and Two Days de Bill Pritchard, chanteur anglais né dans le Staffordshire et qui passe son temps à Paris pour enregistrer des morceaux avec Darc (Parce que en 1988) et avec Étienne Daho en 1989. Dix ans après ses débuts à Rennes, Daho se fait producteur et amène avec lui Françoise Hardy (qui fera les chœurs sur Tommy & Co) au studio Marcadet de la Plaine Saint-Denis et travaillera avec Philippe Cerboneschi au studio Plus Trente le temps de deux morceaux. […] En 1989, on n’espérait rien de Pritchard car on n’était toujours blotti dans les bras des chansons de Parce que. Et Three Months, Three Weeks and Two Days débarqua… Trente ans plus tard, PIAS réédite ce disque de fort belle manière avec un chouette livret et surtout sept morceaux du disque enregistrés lors des Animal House Sessions qui offrent une relecture sensationnelle de cet album. »

— SK (Soul Kitchen), 26 octobre 2019.